# HD 4208 b
HD 4208 b là một hành tinh ngoài hệ mặt trời được phát hiện bởi nhóm Tìm kiếm Hành tinh California và Carnegie thông qua kính thiên văn Keck. Hành tinh này quay quanh sao HD 4208 trong chòm Ngọc Phu, cách Trái Đất 111,6 năm ánh sáng. HD 4208 b có khả năng nhẹ hơn Sao Mộc, mặc dù người ta mới chỉ biết khối lượng tối thiểu của nó. Khoảng cách quỹ đạo của nó so với sao chủ là 1,67 AU, xa hơn một chút so với Sao Hỏa. Hành tinh này có độ lệch tâm thấp.
HD 4208 b còn có tên riêng là Xolotlan. Tên gọi này đã được lựa chọn thông qua chiến dịch NameExoWorlds bởi Nicaragua trong lễ kỷ niệm 100 năm thành lập IAU. Xolotlan là tên của hồ Managua trong tiếng Nahualt.